# 城关镇 (凤台县)
城关镇，是中华人民共和国安徽省淮南市凤台县下辖的一个乡镇级行政单位。

## 行政区划
城关镇下辖以下地区：
中山社区、人民社区、青年社区、菜市社区、东城社区、龙潭社区、明珠社区、古城社区、缪郢社区、胜利社区、淮宾社区、灯塔社区、拐集社区、芦塘社区、西魏社区、淮丰社区、山赵社区、黑龙潭社区和夏湾社区。